# Anzenbach (Steinbach)
Der Anzenbach in Oberbayern ist ein über zwei Kilometer langer rechter Zufluss des bei der Einöde Schögger am Rain von Bichl in die Loisach mündenden Steinbachs.

## Verlauf
Der Anzenbach entsteht in den Kocheler Bergen aus zahlreichen Gräben an den Südhängen des Zwieselbergs. Der längste Arm beginnt seinen Weg eben noch auf dem Gebiet der Gemeinde Wackersberg etwas westlich der offenen Kuppe um den Nebengipfel Lehenbauernberg und wechselt auf anfänglichem Westlauf bald auf das der Gemeinde Bichl über. Dann schwenkt er langsam auf südlichen bis südwestlichen Kurs und mündet vor der Bichlerhütte von rechts unter einer Waldwegbrücke hindurch in den oberen Steinbach.
Der Anzenbach ist auf seiner gesamten Länge von etwa 2,4 km ein Waldbach, er mündet etwa 363 Höhenmeter unter seiner Hauptquelle und hat auf dieser Strecke ein mittleres Sohlgefälle von etwa 153 ‰.